# Чемпионат Европы по плаванию в ластах 2014
25-й Чемпионат Европы по плаванию в ластах проводился в итальянском городе Линьяно-Саббьядоро с 27 июля по 4 августа 2014 года.

## Распределение наград
*   Страна-организатор
| Место | Страна    | Золото | Серебро | Бронза | Всего |
| ----- | --------- | ------ | ------- | ------ | ----- |
| 1     | Россия    | 15     | 13      | 9      | 37    |
| 2     | Венгрия   | 4      | 1       | 0      | 6     |
| 3     | Украина   | 3      | 4       | 8      | 15    |
| 4     | Греция    | 2      | 2       | 4      | 8     |
| 5     | Германия  | 2      | 1       | 2      | 5     |
| 6     | Чехия     | 2      | 0       | 1      | 3     |
| 7     | Италия*   | 1      | 3       | 2      | 6     |
| 8     | Эстония   | 1      | 2       | 0      | 3     |
| 9     | Франция   | 0      | 4       | 2      | 6     |
| 10    | Беларусь  | 0      | 0       | 2      | 2     |
| 11    | Финляндия | 0      | 0       | 1      | 1     |
| Всего | Всего     | 30     | 30      | 31     | 91    |

## Медалисты

### Мужчины
| Дисциплина                  | Золото                                                                         | Золото     | Серебро                                                                    | Серебро  | Бронза                                                                                   | Бронза   |
| --------------------------- | ------------------------------------------------------------------------------ | ---------- | -------------------------------------------------------------------------- | -------- | ---------------------------------------------------------------------------------------- | -------- |
| 50 м (ныряние)              | Павел Кабанов · Россия                                                         | WR 13.85   | Лукас Карецопулос · Греция                                                 | 14.55    | Мартин Мазак · Чехия                                                                     | 14.77    |
| 50 м в ластах               | Павел Кабанов · Россия                                                         | WR 15.06   | Алексей Казанцев · Россия                                                  | 15.58    | Лукас Карецопулос · Греция                                                               | 15.82    |
| 100 м в ластах              | Лукас Карецопулос · Греция                                                     | 34.94      | Алексей Казанцев · Россия                                                  | 34.96    | Роман Гиниятулин · Россия                                                                | 35.41    |
| 200 м в ластах              | Макс Лаушус · Германия                                                         | 1:20.96    | Дмитрий Журман · Россия                                                    | 1:21.03  | Флориан Критцлер · Германия                                                              | 1:21.38  |
| 400 м в ластах              | Макс Лаушус · Германия                                                         | 2:57.69    | Антониос Цурунакис · Греция                                                | 3:00.23  | Дмитрий Журман · Россия                                                                  | 3:00.24  |
| 800 м в ластах              | Александр Одиноков · Украина                                                   | WR 6:16.24 | Дмитрий Лобченко · Россия                                                  | 6:21.00  | Макс Лаушус · Германия                                                                   | 6:22.66  |
| 1500 м в ластах             | Александр Одиноков · Украина                                                   | 12:15.07   | Алексей Шафигулин · Россия                                                 | 12:22.45 | Дмитрий Лобченко · Россия                                                                | 12:25.33 |
| 50 м в классических ластах  | Якуб Яролим · Чехия                                                            | 19.21      | Дмитрий Серяков · Россия                                                   | 19.41    | Виктор Кондратьев · Россия                                                               | 19.42    |
| 100 м в классических ластах | Якуб Яролим · Чехия                                                            | WR 42.50   | Дмитрий Серяков · Россия                                                   | 42.52    | Дмитрий Гаврилов · Беларусь                                                              | 42.59    |
| 200 м в классических ластах | Гергей Косина · Венгрия                                                        | 1:34.68    | Клемент Бек · Франция                                                      | 1:35.88  | Дмитрий Гаврилов · Беларусь                                                              | 1:37.52  |
| 100 м с аквалангом          | Павел Кабанов · Россия                                                         | 31.89      | Александр Дроздов · Эстония                                                | 32.47    | Никита Пиляев · Россия                                                                   | 33.91    |
| 400 м с аквалангом          | Денис Грубник · Украина                                                        | 2:44.70    | Флориан Критцлер · Германия                                                | 2:47.79  | Игорь Сапрыкин · Россия                                                                  | 2:48.42  |
| эстафета 4×100 м            | Павел Кабанов · Роман Гиниятулин · Алексей Казанцев · Дмитрий Кокорев · Россия | 2:16.08    | Стефано Фиджини · Кевин Занарди · Джиона Кристофари · Андреа Нава · Италия | 2:16.69  | Антониос Цурунакис · Лукас Карецопулос · Фомас Коккинос · Христос Христофоридис · Греция | 2:24.17  |
| эстафета 4×200 м            | Дмитрий Журман · Андрей Барабаш · Евгений Смирнов · Дмитрий Кокорев · Россия   | WR 5:22.94 | Стефано Фиджини · Кевин Занарди · Симон Мусарра · Андреа Нава · Италия     | 5:33.51  | Александр Антоненко · Евгений Маркин · Александр Одиноков · Евгений Степанчук · Украина  | 5:34.57  |
| 6000 м                      | Давид Де Челье · Италия                                                        | 56:04.15   | Дмитрий Лобченко · Россия                                                  | 56:29.84 | Роман Благодир · Украина                                                                 | 56:46.29 |

### Женщины
| Дисциплина                  | Золото                                                                               | Золото     | Серебро                                                                            | Серебро    | Бронза                                                                           | Бронза     |
| --------------------------- | ------------------------------------------------------------------------------------ | ---------- | ---------------------------------------------------------------------------------- | ---------- | -------------------------------------------------------------------------------- | ---------- |
| 50 м (ныряние)              | Анна Бер · Россия                                                                    | 16.39      | Камилла Хейтц · Франция                                                            | 16.49      | София Ктена · Греция                                                             | 16.54      |
| 50 м в ластах               | Анна Бер · Россия                                                                    | 17.98      | Ксения Беломестнова · Эстония                                                      | 18.21      | София Ктена · Греция · Елизавета Андриенко · Россия                              | 18.48      |
| 100 м в ластах              | Валерия Барановская · Россия                                                         | 39.64      | Камилла Хейтц · Франция                                                            | 40.37      | Анастасия Антоняк · Украина                                                      | 40.51      |
| 200 м в ластах              | Валерия Барановская · Россия                                                         | WR 1:26.74 | Василиса Кравчук · Россия                                                          | 1:30.17    | Анастасия Антоняк · Украина                                                      | 1:32.59    |
| 400 м в ластах              | Василиса Кравчук · Россия                                                            | 3:18.75    | Анастасия Антоняк · Украина                                                        | 3:18.86    | Елена Кононова · Россия                                                          | 3:21.72    |
| 800 м в ластах              | Надежда Борисова · Россия                                                            | 6:56.02    | Юлия Чумак · Украина                                                               | 6:59.62    | Евгения Олейникова · Украина                                                     | 7:00.22    |
| 1500 м в ластах             | Надежда Борисова · Россия                                                            | 13:15.72   | Юлия Чумак · Украина                                                               | 13:26.85   | Тери Иконен · Финляндия                                                          | 13:32.56   |
| 50 м в классических ластах  | Петра Сенански · Венгрия                                                             | 21.63      | Ирина Воднева · Россия                                                             | 22.10      | Ирина Пикинер · Украина                                                          | 22.31      |
| 100 м в классических ластах | Петра Сенански · Венгрия                                                             | WR 47.21   | Ирина Воднева · Россия                                                             | 48.00      | Ирина Пикинер · Украина                                                          | 48.31      |
| 200 м в классических ластах | Петра Сенански · Венгрия                                                             | 1:44.74    | Кристина Варга · Венгрия                                                           | 1:45.88    | Ирина Пикинер · Украина                                                          | 1:46.87    |
| 100 м с аквалангом          | София Ктена · Греция                                                                 | 37.29      | Вера Илюшина · Россия                                                              | 37.46      | Камилла Хейтц · Франция                                                          | 37.66      |
| 400 м с аквалангом          | Елена Смирнова · Эстония                                                             | 3:04.48    | Оксана Ховилова · Россия                                                           | 3:05.69    | Анастасия Жаткина · Россия                                                       | 3:10.13    |
| Эстафета 4×100 м            | Василиса Кравчук · Анастасия Жаткина · Анна Бер · Валерия Барановская · Россия       | 2:40.24    | Эрика Барбон · Изабелла Брамбилла · Николь Лунджи · Сильвия Барончини · Италия     | 2:46.12    | Паулина Собье · Маэль Леко · Леа Панквалотти · Камилла Хейтц · Франция           | 2:46.68    |
| Эстафета 4×200 м            | Василиса Кравчук · Анастасия Жаткина · Елена Кононова · Валерия Барановская · Россия | 6:05.17    | Светлана Жукова · Ольга Годована · Кристина Мусиенок · Анастасия Антоняк · Украина | 6:18.32    | Эрика Барбон · Сильвия Барончини · Виола Донаделло · Изабелла Брамбилла · Италия | 6:20.42    |
| 6000 м                      | Елена Осмольская · Россия                                                            | 59:59.10   | Марина Умеренко · Россия                                                           | 1.00:04.93 | Татьяна Красногор · Украина                                                      | 1.00:58.83 |

### Смешанная эстафета
| Дисциплина                  | Золото                                                                             | Золото     | Серебро                                                                                | Серебро    | Бронза                                                                     | Бронза     |
| --------------------------- | ---------------------------------------------------------------------------------- | ---------- | -------------------------------------------------------------------------------------- | ---------- | -------------------------------------------------------------------------- | ---------- |
| Смешанная эстафета 4×2000 м | Алексей Шафигулин · Надежда Борисова · Марина Умеренко · Дмитрий Лобченко · Россия | 1.17:09.75 | Роман Благодир · Татьяна Красногор · Евгения Олейникова · Александр Одиноков · Украина | 1.17:38.98 | Алекс Баттиста · Серена Мондуззи · Ноэми Мелотти · Давид Де Цельи · Италия | 1.18:33.44 |